# Paritokan
Paritokan is een bestuurslaag in het regentschap Serdang Bedagai van de provincie Noord-Sumatra, Indonesië. Paritokan telt 314 inwoners (volkstelling 2010).